# ダラーラ・IL-15
ダラーラ・IL-15（Dallara IL-15）は、イタリアのレーシングカーコンストラクター、ダラーラが製作したフォーミュラカーである。2015年よりインディ・ライツ（現・インディNXT）で使用されている。